# 京滬高速鉄道
京滬高速鉄道（けいここうそくてつどう、中文表記: 京沪高速铁路、英文表記: Beijing–Shanghai High-Speed Railway）は、中華人民共和国の二大都市である北京市と上海市を結ぶ、全長1318kmの高速鉄道路線。2008年4月に着工され、2011年6月30日に開通した。京滬旅客専用線（京沪客运专线）、京滬高鉄（京沪高铁）などとも呼ばれる。

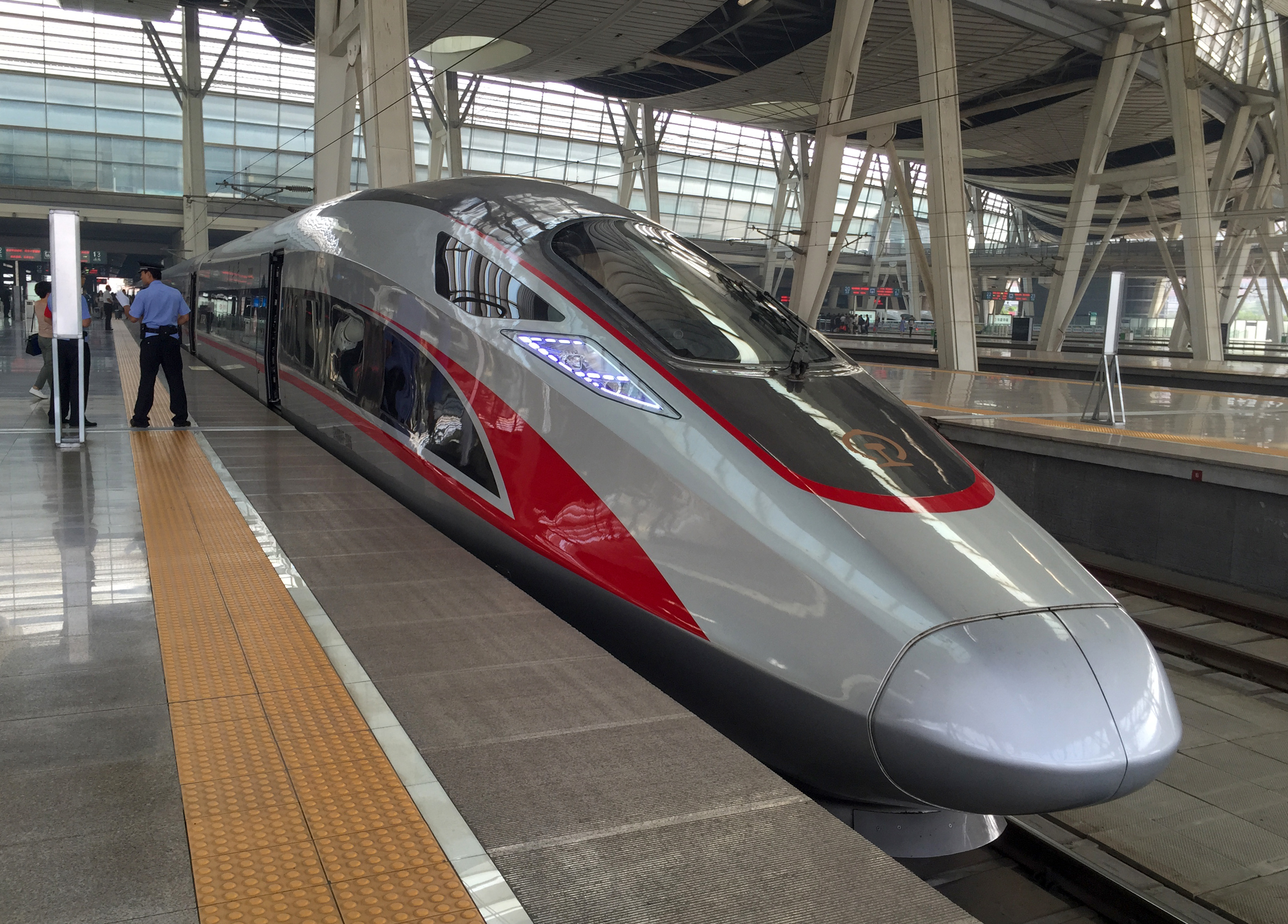
CR400AF　（北京南駅）

## 概要
京滬高速鉄道は、国務院が作成した、「中長期鉄道網計画」における「四縦四横」の高速鉄道幹線網の中の、「縦」の一路線である。「四縦四横」計画の他路線は、それぞれ細かい区間ごとに名前が付けられ計画・工事が進められているため、中長期鉄道網計画の中でも、距離や投資の規模は最大の高速鉄道プロジェクトである。また、一度に開業する高速鉄道路線としては世界最長である。北京・上海という二大都市を結ぶ重要性から、中国の高速鉄道でもごく初期から政府機関の間で構想・計画が出ていた。総投資額は2,209.4億元であり、西部大開発の「西電東送」「南水北調」「西気東輸」「青蔵鉄道」や三峡ダム建設といったプロジェクトと並ぶ、中国の超大型プロジェクトであり、投資額は中華人民共和国建国以来最大だといわれている。

### 路線データ
- 路線距離（営業キロ）：1318km（天津西駅への連絡線を除く本線は1302km）
- 軌間：1435mm（標準軌）
- 旅客列車専用
- 駅数：24駅
- 複線区間：全線
- 電化区間：全線（交流50Hz 25000V 架空電車線方式）
- 営業最高速度：350km/h
- 地上区間：全線
- 走行方向：左側通行

## 運行形態

### 開業当初
最高速度が310km/hの列車と250km/hの列車の2種類が運行されていた。。当初、最高速度が300km/hの列車は63往復、250km/hの列車は27往復で1日当たり合計90往復の列車が運行されていた。そのうち、北京南駅始発は69本であり、始発の7時から終電の18時40分まで約10分おきに発車していた。
2011年12月12日にダイヤ改正が行われ、1日当たりの列車本数は、ピーク期間92往復、週末85往復、平日78往復となった。

### 現在
当路線を走行する列車の最高速度は350km/h、310km/hの2種類であり、最高速度250km/hの列車は、定期列車としては当路線に乗り入れていない。2025年4月現在、北京駅/北京南駅と上海駅/上海虹橋駅の間における最速達列車には、G1～3とG5～28の列車番号が振られている(G4次列車は蘇州北発北京南行である)。これらの列車は概ね1時間おきに運行されており、4時間18分から5時間3分で両都市の始発·終着駅の間を走破する。両都市間を最短の4時間18分で走破する列車は、途中南京南駅のみに停車するG21次列車であり、2025年4月現在、下り列車であるこの一便のみが定期列車として設定されている。
その他多くの停車タイプの列車は、ごく一部の区間運転列車を除いて各駅に停車することはなく、原則として千鳥停車によるダイヤが組まれている。また、朝と夜を中心に天津や済南、徐州、南京といった沿線各都市の駅を始発·終着とする区間運転の列車が多数設定されている。

### 他路線との乗り入れ
中国高速鉄路はその広大な路線網を活かし、複数の路線に跨って長距離運転を行う列車を多数設定している。京滬高速鉄道も例に漏れず、列車の始発·終着駅は多様である。北京-上海間を運行し、沿線の都市を結ぶ京滬高速列車のみならず、華北·華東に位置する他都市に加え、東北地方や陝西省、四川省といった西部、中南地域の都市を結ぶ列車が存在する。他路線に跨って運行される列車は主に以下の通りである。
- 京青高速列車（中国語版） … 北京-青島間の列車
- 京合高速列車（中国語版） … 北京-合肥間の列車
- 京杭高速列車（中国語版） … 北京-杭州間の列車
- 京甬高速列車（中国語版） … 北京-寧波間の列車
- 京福高速列車（中国語版） … 北京-福州間の列車
- 連滬高速列車（中国語版） … 大連-上海間の列車
- 滬鄭高速列車（中国語版） … 上海-鄭州間の列車
- 滬西高速列車（中国語版） … 上海-西安間の列車
- 滬漢高速列車（中国語版） … 上海-武漢間の列車
- 滬蓉高速列車（中国語版） … 上海-成都間の列車

この他にも多数の列車がある。

## 歴史

### 背景
中華人民共和国の政治の中心都市（首都）である北京と、経済の中心都市である上海を結ぶ既存の鉄道路線（京滬線）の線路容量が限界に近づいてきたため、新しい高速鉄道の建設が計画された。2006年に、鉄車輪・鉄レール方式の新線で建設されることが決定した。

### 先進国の攻防
2003年、中華人民共和国はドイツの技術支援を受けて、国産の動力集中式車両「中華之星」を開発したが、トラブルが多発し、実用化を遅らせざるを得なかったため、新線を建設する場合は、国外からの技術導入を主とすると見られていた。国外の技術が採用されれば、北京 - 上海間だけでなく、その後に建設される北京と中華人民共和国各地を結ぶ高速鉄道でも同様のシステムが採用されることが想定され、その際も受注が有利になると予想されるので、フランス、ドイツ、日本がそれぞれの高速鉄道技術を中華人民共和国に売りこんでいた。それに対し、中華人民共和国側は入札で決定するとアナウンスした。
フランスはTGV、日本は新幹線でいずれも鉄車輪・鉄レール方式だが、ドイツは磁気浮上式鉄道（トランスラピッド）を売り込んでいた。しかし、上海で浦東国際空港アクセス用として実験的に建設された上海トランスラピッドが、建設コスト、運用、乗り心地、輸送力の点で思わしくないため、ドイツもレール方式のICE型高速列車の売り込みに変えたとされている。

### 日本国内における意見の相違
京滬高速鉄道プロジェクトは1300億元（約2兆円）の大プロジェクトであり、日本側は閣僚が訪中するなど働きかけを強めた。中国政府の計画では、全線最高速度350km/h、2010年までの開業を目指すとしていた。しかし、中国への鉄道技術の輸出に関しては日本の経済界でも賛否が分かれており、交渉は膠着化した。
海外技術の導入に際しては、韓国KTXと同様に、現地への車両生産技術の移転が前提とされる。そのため、台湾高速鉄道に対しては技術供与を行った東海旅客鉄道（JR東海）や西日本旅客鉄道（JR西日本）は、
- 他国との混合システムでは、日本の新幹線の特長である高い安全性や信頼性が担保されない。大半が日本製で、欧州製が一部混在する台湾の場合では、ドイツ製のポイント装置等が台湾の湿潤な気候に適合せず、恒常的に運行トラブルを引き起こしている[8]。
- 事故やトラブルが発生した場合の責任範囲が曖昧である。
- 安易な技術流出は危険である。台湾の場合は、今後も日本が継続的に車両製造を受注できる見込みなのに対し、中国は自国生産に固執している。

として反対の意思を表明し、日本の企業連合には加わらなかった。JR東海の葛西敬之会長は、中国への新幹線技術の輸出に関して「日本側が得るものが少なく、むしろメーカーの国際競争力低下に繋がる」として否定的な意見を述べていた。日本の経済界においても、中国への高速鉄道技術の輸出に関しては賛否両論に分かれていた。
東日本旅客鉄道（JR東日本）は比較的積極的であり、同社のE2系に準じた車両が導入されたが、あくまでも後継車（E5系）の投入が決まり、型落ちとなる車両の輸出ではある。
最終的にはJR東海やJR西日本の予見通り、京滬高速鉄道については、中国鉄道部と関連企業が各国から導入した高速鉄道のノウハウを利用し、自主開発する方針になった。これにより海外企業が継続的な利益が確保することは絶望的となり、日本連合は、受注したわずか9編成および一部部品の費用に技術費のみの利益で、今後複数国からの技術をもとに中国が設計・製造する車両で発生する可能性のある日本技術部分のトラブルへのリスクを負うこととなった。

### 一般路線向けの導入
中国側は2005年11月に、高速鉄道網にドイツのICE 3ベースの車両（ヴェラロ）を60編成発注する意向を示したが、さらにフランスのアルストム社、カナダのボンバルディア社、日本の企業連合にも呼びかけを行った。結果、高速化した在来線に、3ヶ国からそれぞれ420両（うち最初の60両が輸入、残りは技術導入を経て現地生産）ずつを導入することが決定された。とりあえず在来線へそれぞれの車両を導入し、ドイツを加えて4ヶ国の技術を充分に獲得してから、国産で京滬高速鉄道をはじめとした高速鉄道の車両設計、製造や運営を行う方針となった。

### 路線建設
京滬高速鉄道建設の起工式は北京市大興区の建設現場で、2008年4月18日に温家宝首相の出席のもとに行なわれた。
レールの敷設は2010年11月15日に全線で完了し、着工時には総工期5年、2013年完成の予定であったが、2011年6月30日に開業した。事業が計画より早く進んだ理由としては、金融危機克服のための景気対策での投資によって後押しされたことが指摘されている。
総工費は2,209.4億元であるが、審計署によると、49億3600万元の不正入札があった。

### 運行計画の発表
北京 - 上海の所要時間は、2007年に高速化された在来線で最短10時間であったが、京滬高速鉄道開業によって約5時間に短縮された。
開業済みの高速鉄道路線での実績の積み上げや、ビジネス需要を航空から奪うといった背景から、最高速度は380km/hになるともいわれていたが、最高速度300km/hと250km/hの列車が運行される予定だと発表された。また、ビジネス需要の対航空競争のため、従来のCRH型車両の一等車を超える豪華さの高級車両を設ける予定であったが、撤去して一般の座席に取り替えられるように鉄道部が要求したと発表された。（結局この高級車両は撤去されなかった。#使用車両参照）
これらの変更は、開業済みの高速鉄道路線において安全性への懸念や、運賃の高さへの批判が高まっていることが理由だといわれている。スピードや建設の早さ、高級さを重視し、先進国並みの整備を急いだが、収賄容疑で解任された、劉志軍前鉄道部長の路線を転換し、安全性、信頼性、エネルギー効率と経済性に優れ、より多くの一般国民が手頃に利用できることを目指す、中国政府の高速鉄道の方針の転換があるといわれる。
- 北京 - 上海のノンストップ便
- 省都に停車する、省都間の直行便
- 乗換駅ごとに停車する便

の3種類が運行される予定だと報道された。

### 開業
京滬高速鉄道は2011年6月30日に正式開業。北京南駅で開通式典があり、温家宝首相が出席したが、これは初の高速鉄道開通式への中央政治局常務委員の出席である。一番列車は午後3時に北京南駅を出発して、温家宝首相は一駅乗車したが、この様子は中国中央テレビで生中継された。一番列車の切符は10分で売り切れた。また当日の列車は30往復であったが、乗車率は98%であった。この日は中国共産党創立90周年にあたる7月1日の前日であり、中国政府が経済・技術発展と共産党の指導をアピールし国威発揚を図っているとの報道が多くされている。
1日の利用者数は18万人だという予測がメディアによって伝えられている。

### 年表
- 2011年6月27日 - メディア向け試乗会[31]。
- 2011年6月30日 - 正式開業。北京南駅で開通式典があり、温家宝首相が出席。
- 2017年9月21日 - 復興号CR400AF型・CR400BF型による、最高速度350km/h運転開始[32]。

## 使用車両
2009年3月、中国鉄道部の北京鉄路局は中国北車集団（北車）と392億元の契約を結び、CRH380A型電車100編成を購入した。これらの国産化率は85パーセントに及び、最高速度は350km/hで、主に京滬高速鉄道に使用される予定だと報道された。列車は16両編成でVIP車・1等車・2等車・食堂車から構成される。100編成のうち、北車グループの唐山軌道客車有限公司（唐客）が70編成、長春軌道客車有限公司（長客）が30編成を製造して、2010年から引き渡された。2009年時点では4つの主要問題を解決中で、速度の高速化に伴う基礎技術の問題、省エネと環境保全の問題、快適性の問題、信頼性の問題であると、長客の董暁峰董事長は説明している。
2011年4月には、ビジネス需要よりもより多くの一般客が身近に使えるように、VIP車の豪華な座席を撤去し、普通の座席に変更することが発表されたが、実際には、全編成に中国の高速鉄道では初のビジネスクラス車両が設置され、また運転席の後ろには「VIP見学エリア」も設置された。当初発表のとおり3クラスで構成されている。
2016年、次世代の高速鉄道車両CR400AF・CR400BFの試運転が開始され、翌年から営業運転に投入された。北車と南車が合併して誕生した中車が製造を担当している。

## 安全性
汚職事件で国民の間で安全性への懸念が強まったため、地震計（31カ所）や風速計を多数設置するなどして、安全のために緊急時に列車を減速・停止させるシステムに力を入れたことを中国鉄道部は強調している。また、終電後には4時間の保守作業を実施し、始発電車の前には点検車両を走らせると発表された。さらにおおむね10日に一度は線路の測定用列車を走らせ、車両側も毎日検査し、定期検査も厳格に行うと発表した。
高速鉄道の規則では、電力供給の信頼性確保のため予備電力線が取り付けられることになっているが、開通から3か月以上経った2011年10月時点で、李営変電所からの予備電力線が完成していなかったことが判明した。鉄道部と運営会社である京滬公司によると取り付け工事は12月15日に完了した。

## 設置駅
開業当初に電車の始発設備が設けられたのは、北京南駅、天津西駅、済南西駅、南京南駅、上海虹橋駅の5主要駅である。京滬高速鉄道の駅には、新駅や、高速鉄道線の交通拠点として近年リニューアルが進められた主要駅が多い。
- 北京側のターミナルとなる北京南駅は全部で島式ホーム13面24線であり、総面積は31万m2であり、アジアでも最大級の駅だといわれる[41]。
- 天津西駅のリニューアル後の総面積は約20万m2であり、新しく、天津最大の交通拠点である。
- 済南西駅の総面積は10万m2である。
- 南京南駅の敷地面積は約20万m2、延べ床面積は387,327m2である。
- 上海側のターミナルである上海虹橋駅は、上海最大の鉄道駅である。延べ床面積は約23万m2に達し、京滬高速鉄道のほかに滬寧都市間鉄道も乗り入れる。また、上海虹橋国際空港の第2ターミナルに直結し、高速道路、地下鉄、バスも集結する巨大ターミナルとなる。さらに今後上海トランスラピッドが乗り入れる計画も存在する。

5主要駅の中の途中駅は、将来区間需要が増えた時には発着列車が設定される可能性がある。また、どの主要駅も旅客専用線、都市間鉄道といった高速鉄道や、在来線、地下鉄や路面電車といった都市交通が集まる、大型の交通拠点となる。

### 駅一覧
| 駅名       | 駅名             | 駅名             | 駅間 キロ (km) | 累計 キロ (km) | 接続路線・備考 | 所在地 | 所在地 | 所在地   |
| 日本語駅名 | 簡体字中国語駅名 | 英語駅名         | 駅間 キロ (km) | 累計 キロ (km) | 接続路線・備考 | 所在地 | 所在地 | 所在地   |
| ---------- | ---------------- | ---------------- | -------------- | -------------- | --- | ------ | ------ | -------- |
| 北京南駅   | 北京南站         | Beijingnan       | 0              | 0              | CR:■京滬線、■京広線、■豊沙線 ■京津都市間鉄道 ■北京地下鉄4号線 ■北京地下鉄14号線                                                               | 北京市 | 豊台区 | 豊台区   |
| 廊坊駅     | 廊坊站           | Langfang         | 59             | 59             | | 河北省 | 廊坊市 | 広陽区   |
| 天津西駅   | 天津西站         | Tianjinxi        | 連絡線経由     | 連絡線経由     | CR:■京滬線、■津保線（建設中） ■天津地下直通線 （京津都市間鉄道、津秦旅客専用線） ■天津地下鉄1号線 ■天津地下鉄4号線（計画中） ■天津地下鉄6号線 | 天津市 | 紅橋区 | 紅橋区   |
| 天津南駅   | 天津南站         | Tianjinnan       | 72             | 131            | ■天津地下鉄3号線 ■天津地下鉄8号線（計画中）                                                                                                   | 天津市 | 西青区 | 西青区   |
| 滄州西駅   | 沧州西站         | Cangzhouxi       | 88             | 219            | | 河北省 | 滄州市 | 滄県     |
| 徳州東駅   | 德州东站         | Dezhoudong       | 108            | 327            | ■石済旅客専用線 | 山東省 | 徳州市 | 徳城区   |
| 済南西駅   | 济南西站         | Jinanxi          | 92             | 419            | ■石済旅客専用線 ■済南軌道交通1号線 ■済南軌道交通4号線（計画中） ■済南軌道交通6号線（計画中）                                                  | 山東省 | 済南市 | 槐蔭区   |
| 泰安駅     | 泰安站           | Taian            | 43             | 462            | | 山東省 | 泰安市 | 岱岳区   |
| 曲阜東駅   | 曲阜东站         | Qufudong         | 71             | 533            | | 山東省 | 済寧市 | 曲阜市   |
| 滕州東駅   | 滕州东站         | Tengzhoudong     | 56             | 589            | | 山東省 | 棗荘市 | 滕州市   |
| 棗荘駅     | 枣庄站           | Zaozhuang        | 36             | 625            | | 山東省 | 棗荘市 | 薛城区   |
| 徐州東駅   | 徐州东站         | Xuzhoudong       | 63             | 688            | ■鄭徐旅客専用線 ■徐州地下鉄1号線 ■6号線（計画中） ■7号線（計画中） ■S1号線（計画中） ■S2号線（計画中）                                        | 江蘇省 | 徐州市 | 鼓楼区   |
| 宿州東駅   | 宿州东站         | Suzhoudong       | 79             | 767            | | 安徽省 | 宿州市 | 埇橋区   |
| 蚌埠南駅   | 蚌埠南站         | Bengbunan        | 77             | 844            | ■合蚌旅客専用線 | 安徽省 | 蚌埠市 | 竜子湖区 |
| 定遠駅     | 定远站           | Dingyuan         | 53             | 897            | | 安徽省 | 滁州市 | 定遠県   |
| 滁州駅     | 滁州站           | Chuzhou          | 62             | 959            | | 安徽省 | 滁州市 | 南譙区   |
| 南京南駅   | 南京南站         | Nanjingnan       | 59             | 1018           | CR:■合寧線 ■寧杭旅客専用線 ■寧安都市間鉄道 ■南京地下鉄1号線 ■南京地下鉄3号線 ■南京地下鉄S1号線 ■南京地下鉄S3号線 ■南京地下鉄6号線（計画中）   | 江蘇省 | 南京市 | 雨花台区 |
| 鎮江南駅   | 镇江南站         | Zhenjiangnan     | 69             | 1087           | | 江蘇省 | 鎮江市 | 丹徒区   |
| 丹陽北駅   | 丹阳北站         | Tanyangbei       | 25             | 1112           | | 江蘇省 | 鎮江市 | 丹陽市   |
| 常州北駅   | 常州北站         | Changzhoubei     | 32             | 1144           | ■常州地下鉄1号線 | 江蘇省 | 常州市 | 新北区   |
| 無錫東駅   | 无锡东站         | Wuxidong         | 57             | 1201           | ■無錫地下鉄2号線 | 江蘇省 | 無錫市 | 錫山区   |
| 蘇州北駅   | 苏州北站         | Suzhoubei        | 26             | 1227           | ■通蘇嘉都市間鉄道（計画中） ■蘇州軌道交通2号線 ■蘇州軌道交通7号線（計画中）                                                                   | 江蘇省 | 蘇州市 | 相城区   |
| 崑山南駅   | 昆山南站         | Kunshannan       | 32             | 1259           | ■滬寧都市間鉄道 | 江蘇省 | 蘇州市 | 崑山市   |
| 上海虹橋駅 | 上海虹桥站       | Shanghaihongqiao | 43             | 1302           | ■滬杭旅客専用線 ■滬寧都市間鉄道 ■滬湖都市間鉄道（計画中） ■上海軌道交通2号線 ■上海軌道交通10号線 ■上海軌道交通17号線                          | 上海市 | 閔行区 | 閔行区   |